# Peter Maxwell Davies

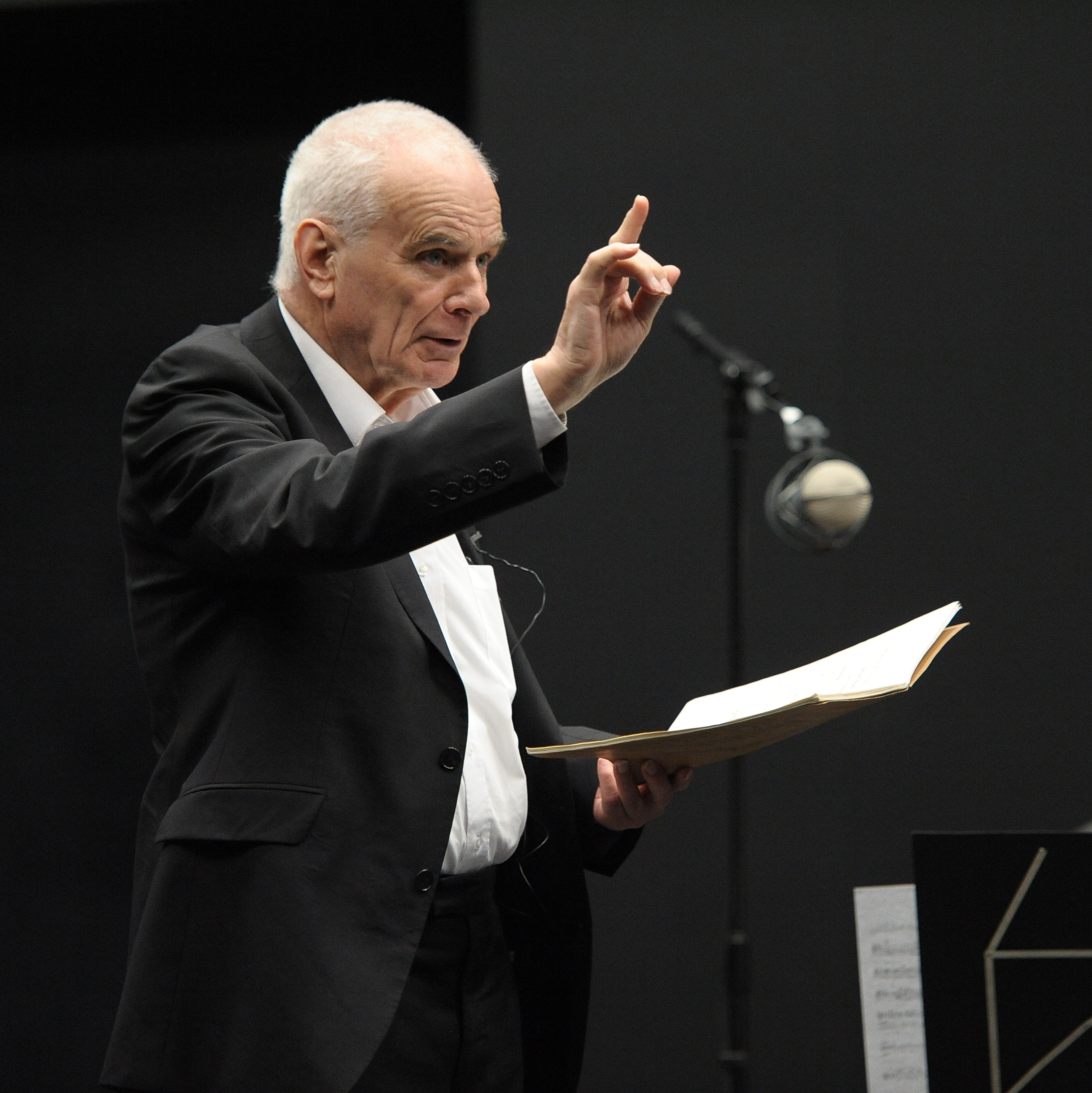
Peter Maxwell Davies (2012)

Sir Peter Maxwell Davies CH CBE (* 8. September 1934 in Salford, England; † 14. März 2016 in Sanday, Orkney, Schottland) war ein britischer Komponist.
In den 1960er bis Mitte der 1980er Jahre zählte Davies in Großbritannien zur musikalischen Avantgarde und wurde zu einem der bedeutendsten Komponisten seines Landes.

## Leben und Karriere
Bereits im frühen Alter erhielt er Klavierunterricht und begann zu komponieren. Nach der Schulzeit an der Leigh Grammar School studierte er an der Victoria University of Manchester und am Royal Manchester College of Music (1973 umgewandelt zum Royal Northern College of Music), wo zu seinen Mitstudenten Harrison Birtwistle, Alexander Goehr, Elgar Howarth und John Ogdon gehörten. Gemeinsam bildeten sie eine Gruppe, die sich der zeitgenössischen Musik widmete, die New Music Manchester. Nach dem Abschluss im Jahr 1956 studierte er eine kurze Zeit bei Goffredo Petrassi in Rom, bevor er von 1959 bis 1962 den Posten eines Musikdirektors an der Cirencester Grammar School innehatte.
Nach weiteren Studien an der Princeton University bei Roger Sessions, Milton Babbitt und Earl Kim zog Davies nach Australien, wo er als Composer in Residence am Elder Conservatorium of Music der University of Adelaide von 1965 bis 1966 residierte. Darauf kehrte er nach Großbritannien zurück und zog auf die Orkney-Inseln, 1972 zunächst nach Hoy und später nach Sanday. Auf den Orkney (insbesondere in der Hauptstadt Kirkwall) findet seit 1977 das St. Magnus Festival statt, ein Kulturfestival, das Davies ins Leben rief. Regelmäßig fanden auf diesem Festival Uraufführungen seiner neuen Werke statt; oft durch das örtliche Schulorchester.
Davies war von 1979 bis 1984 künstlerischer Leiter der Dartington Summer School. Von 1992 bis 2002 war er stellvertretender Dirigent und Komponist des Royal Philharmonic Orchestra und hat zahlreiche andere berühmte Orchester dirigiert, darunter das Philharmonia Orchestra, das Cleveland Orchestra, das Boston Symphony Orchestra und das Leipziger Gewandhausorchester. Davies wurde 1981 als Commander des Order of the British Empire (CBE) ausgezeichnet und wurde 1987 als Knight Bachelor geadelt. Von März 2004 an hatte er für einen Zeitraum von zehn Jahren das königlich-britische Hofamt des Master of the Queen’s Music inne. Neujahr 2014 wurde er in den Order of the Companions of Honour (CH) aufgenommen.
2007 untersagte das Orkney Islands Council dem örtlichen Standesbeamten, die Trauung von Davies mit seinem Lebensgefährten Colin Parkinson auf dessen Heimatinsel Sanday vorzunehmen. Wenig später wurde bekannt, dass sein langjähriger Vertrauter Michael Arnold, der sich mehr als 25 Jahre um die finanziellen Belange des Komponisten kümmerte, eine erhebliche Summe aus dessen Vermögen veruntreut hatte. Im Jahr 2012 haben sich Parkinson und Davies getrennt; die Polizei hatte wegen häuslicher Gewalt ermittelt.
2015 wurde er als Ehrenmitglied in die American Academy of Arts and Letters gewählt. Im Februar 2016 erhielt Davies die Royal Philharmonic Society’s Gold Medal. Davies starb im März 2016 im Alter von 81 Jahren an den Folgen einer Leukämieerkrankung, an der er seit mehreren Jahren gelitten hatte.

## Musik
Davies war ein sehr produktiver Komponist, der in einer Vielzahl von Stilrichtungen und Gattungen komponierte, oftmals, indem er verschiedene Stile in einem Werk kombinierte.
Zu seinen Frühwerken gehören die Trumpet Sonata (1955), ein Werk aus seiner Studienzeit, und sein erstes Orchesterwerk, Prolation (1958), das während seiner Studien bei Petrassi entstand. Seine Frühwerke verwenden oftmals serielle Techniken (z. B. seine Sinfonia für Kammerorchester, 1962), manchmal in Verbindung mit Kompositionsmethoden des Mittelalters und der Renaissance. Ausschnitte aus Themen der Gregorianik werden häufig als Grundlage herangezogen und auf verschiedenartigste Weise weiterentwickelt.
Werke der späten 1960er greifen diese Techniken auf und weisen in Richtung Expressionismus und experimentelles Musik-Theater: dazu gehören Revelation and Fall, die Werke Vesalii Icones, Eight Songs for a Mad King, The Medium, Miss Donnithorne’s Maggot, Mr Emmet Takes a Walk, sowie die Oper Taverner. Taverner wiederum zeigt Davies’ Interesse an Renaissancemusik: als Stoff der Oper wird das Leben des englischen Renaissancekomponisten John Taverner behandelt.
Das Orchesterstück St Thomas Wake (1969) zeigt ebenfalls diese Neigung und ist gleichzeitig ein beredtes Beispiel für Davies’ Stilkombinationen, indem er hier Foxtrott, eine Pavane von John Bull und eigene Themen kombinierte. Viele Werke dieser Periode wurden von den Pierrot Players aufgeführt, die Davies 1967 zusammen mit Harrison Birtwistle gründete (1970 wurde dieses Ensemble als The Fires of London neu geformt und weltberühmt. 1987 löste es sich auf).
Worldes Blis (1969) bezeichnet die Hinwendung zu einem neuen, gemäßigteren Stil, der auch die Ruhe reflektiert, die Davies in seiner neuen Heimat auf den Orkney-Inseln gefunden hat.
Seit seinem Umzug nach Orkney hat Davies häufig Themen der Inseln oder allgemeiner schottische Themen in seiner Musik verwendet, darunter auch Worte des Schriftstellers George Mackay Brown, der von den Orkney-Inseln stammt. Davies schrieb weitere Opern: The Martyrdom of St Magnus (1976), The Lighthouse (1980, seine populärste Oper), Cinderella (1980) danach für das Staatstheater Darmstadt Resurrection (1987) und The Doctor of Myddfai (1996). In diesen Zusammenhang gehört auch die Satire The Yellow Cake Revue, ein Werk, das den Uranabbau in der Nähe von Davies’ Heimat, den Orkney-Inseln, kritisiert und verurteilt.
Davies begann außerdem, sich mit klassischen Formen zu beschäftigen, und vollendete seine erste Sinfonie 1976. Danach hat er eine Reihe weiterer Sinfonien geschrieben: einen sinfonischen Zyklus Symphonies No. 1 – No. 7 (bis 2000), eine Symphony No. 8 unter dem Titel 'Antarctic' (2000), eine Sinfonia Concertante (1982) sowie eine Folge von zehn Strathclyde Concertos für verschiedene Instrumente (diese Stücke entstanden aus seiner Verbindung mit dem Scottish Chamber Orchestra, 1987–1996). 2002 begann seine Arbeit an einer Serie von Streichquartetten für das Maggini String Quartet, die auf dem Schallplattenlabel Naxos erscheinen (die sogenannten Naxos Quartets). Das davon jüngst erschienene ist das Quartett No. 10 (uraufgeführt im Oktober 2007 in der Wigmore Hall, London).
Davies hat außerdem eine Reihe leichterer Orchesterwerke geschrieben, beispielsweise Mavis in Las Vegas und An Orkney Wedding, with Sunrise (mit Beteiligung von Dudelsäcken), sowie einige Theatermusiken für Kinder und eine große Anzahl von Musikstücken zu pädagogischen Zwecken.

## Ausgewählte Kompositionen
- First Taverner Fantasia (1962)
- Second Taverner Fantasia (1964)
- Revelation and Fall (1966)
- Worldes Blis (1966–69)
- St Thomas Wake (1969)
- Eight Songs for a Mad King (1968; for singer/narrator/actor and chamber ensemble)
- Missa super l’homme armé (1968, rev. 1971; for male or female speaker or singer and ensemble)
- Stone Litany (1973)
- Ave Maris Stella (1975; chamber ensemble)
- The Door of the Sun for Viola Solo, J.132 (1975)
- Symphony No. 1 (1973–76; orchestra)
- The Martyrdom of St Magnus (1977; chamber opera)
- The Lighthouse (1979; chamber opera)
- Black Pentecost (1979; for mezzo-soprano, baritone, & orchestra)
- Cinderella (1980; children’s opera)
- Symphony No. 2 (1980)
- Image, Reflection, Shadow (1982; ensemble)
- Symphony No. 3 (1984)
- An Orkney Wedding, with Sunrise (1985; orchestra)
- Concerto for Violin and Orchestra (1985; dedicated to Isaac Stern who gave the first performance on 21 June 1986 at the St. Magnus Festival in the Orkney Islands)
- Concerto for Trumpet and Orchestra (1988)
- Symphony No. 4 (1989)
- Caroline Mathilde (1991; ballet)
- Strathclyde Concerto No. 3 for Horn, Trumpet and Orchestra (1994) (Deutsche Erstaufführung: Markus Wittgens, Horn / Otto Sauter, Trompete / Philharmonisches Staatsorchester Bremen / Dirigent Peter Maxwell Davies - Bremen)
- Strathclyde Concerto No. 5 for violin, viola, and string orchestra, J.245 (1991)
- A Spell for Green Corn: The MacDonald Dances (1993; violin, orchestra)
- Symphony No. 5 (1994)
- The Doctor of Myddfai (1996; opera)
- Symphony No. 6 (1996)
- Concerto for Piccolo and Orchestra (1996, opus 182)
- Job (1997; singers, orchestra)
- Mr Emmet Takes a Walk (2000; chamber opera)
- Symphony No. 7 (2000)
- Symphony No. 8 (Antarctic Symphony) (2001)
- Naxos Quartets (2001–2007; string quartet)
- Homerton (2010; for the choir of Homerton College, Cambridge)
- Kommilitonen! (2011; opera)
- Symphony No. 9 (2012)
- Symphony No. 10 (Alla ricerca di Borromini) (2013)

## Trivia
- Unter seinen Freunden und Bekannten war Davies bekannt als »Max«.
- Maxwell Davies’ Farewell to Stromness gelangte 2003 in die Classic FM Hall of Fame.[4]
- Im September 2007 wurde er als erster britischer Komponist mit dem Kulturpreis Premio del presidente della Republica Italiana in Florenz ausgezeichnet.

## Auszeichnungen
- 1981: Commander des Order of the British Empire
- 1987: Knight Bachelor
- 1994: Music Award der Royal Philharmonic Society
- 2004–2014: Master of the Queen’s Music
- 2005: Ehrendoktor der Edinburgh Napier University
- 2007: Premio Presidente della Repubblica Italiana[5]
- 2009: Ehrendoktor der University of Cambridge[6]
- 2014: Order of the Companions of Honour[7]
- 2016: Royal Philharmonic Society’s Gold Medal